# Gerhart Mall
Gerhart oder Gerhard Devasahayam Mall (* 23. Februar 1909 in Codacal, Indien; † 7. Februar 1983 in Klingenmünster) war ein deutscher Psychiater, Neurologe und Psychologe.

## Leben
Gerhart D. Mall war der Sohn des Missionars Daniel Mall und dessen Ehefrau  Lydia, geborene Müller. Er beendete seine Schullaufbahn 1929 am Realgymnasium in Schwäbisch Gmünd mit dem Abitur. Danach absolvierte er ein Studium der Medizin und Psychologie an der Universität Tübingen, das er 1935 mit medizinischem Staatsexamen abschloss. Er wurde in Tübingen 1936 zum Dr. phil. und 1938 zum  Dr. med. promoviert. In Tübingen wurde er auch im Wingolf Nibelungen aktiv. Danach war er als Abteilungsarzt an der Universitätsnervenklinik Marburg bei Ernst Kretschmer tätig und arbeitete auch mit Wilhelm Pfannenstiel im Rahmen dessen Luftwaffenforschung zusammen. Infolge seiner Habilitation war er ab 1942 Privatdozent für Neurologie und Psychiatrie in Marburg.
Mall beantragte am 5. Juni 1937 die Aufnahme in die NSDAP und wurde rückwirkend zum 1. Mai desselben Jahres aufgenommen (Mitgliedsnummer 4.254.199). Des Weiteren gehörte er auch der HJ sowie dem NSKK an und war Kreisjugendwalter bei der DAF.
Er hatte einen langjährig an Schizophrenie erkrankten Bruder, den ehemaligen Theologiestudenten Georg Mall. Da er selbst Psychiater war, war ihm das Euthanasieprogramm der Nazis bekannt. Offenbar im Oktober 1940 schrieb er einen Brief an die Landesheilanstalt Weissenau, wo sein Bruder zu diesem Zeitpunkt behandelt wurde. Dieser Brief ist nicht erhalten. Jedoch ein Schreiben, welches der Weissenauer Medizinalrat Dr. Weskott daraufhin an das Innenministerium in Stuttgart schrieb:
„Seine Bitte, seinen Bruder intra muros [innerhalb der Mauern; d. Red] der Heilanstalt Weißenau der Euthanasie zuzuführen, halte ich aus grundsätzlichen Erwägungen heraus für unerfüllbar. Sie erscheint mir aber auch überflüssig, wenn Dr. Mall durch das Innenministerium davon überzeugt würde, daß der übliche Weg, über den phantastische Gerüchte umgehen, nicht weniger ,anständig‘ – wie Dr. Mall sich ausdrückt – ist, als der von ihm vorgeschlagene.“
An Gerhart Mall erging durch Dr. Weskott folgende Antwort:
„Sehr geehrter Herr Berufskamerad. Der Irrtum, den ich bei Ihnen im Spiel vermutete und der noch zu bestehen scheint, ist der, daß intra muros der Staatlichen Heilanstalten eine Euthanasie stattfände oder stattfinden dürfte. Ich habe heute unseren Briefwechsel dem Württ. Innenministerium zur Entscheidung vorgelegt und vermute, daß Sie von dort aus genauer informierende und Sie beruhigende und auch befriedigende Mitteilung bekommen werden.“
Der wie auch immer geartete Vorschlag Gerhart Malls wurde also offenbar abgelehnt. Stattdessen wurde sein Bruder am 5. Dezember 1940 einem der regelmäßigen Euthanasietransporte zugeteilt und in der Tötungsanstalt Grafeneck in der Gaskammer ermordet.
Nach dem Ende des Zweiten Weltkrieges wechselte Gerhard Mall an die Universität Tübingen, wo er unter Ernst Kretschmer 1. Oberarzt an der Universitäts-Nervenklinik Tübingen wurde. Ab 1949 lehrte er in Tübingen zudem als außerplanmäßiger Professor für Neurologie und Psychiatrie. Er gehörte 1949 zu den Gründungsmitgliedern der Gesellschaft für Konstitutionsforschung. Von 1952 bis 1971 war er Medizinalrat und Direktor der Pfälzischen Landesklinik Landeck in Klingenmünster. Anschließend betrieb er in Klingenmünster noch seine Privatklinik.
Seit 1936 war er mit Elisabeth, geborene Zwanger, verheiratet. Malls bedeutendste Schriften sind Konstitution und Affekt von 1936 und Das Gesicht des seelisch Kranken von 1967.